# منطقة كلهايم
مِنْطَقَة كلِّهَايِمٌ (بالأَلمانِيَّة: Landkreis Kelheim) هي دائِرَة أَلمانِيَّة تَّابعة لمُحافظة باڤارِيا السُّفلَى في وِلاَية باڤارِيا في جُمهُوريَّة أَلمَانيَا الاِتّحاديّة. تضُمّ مِنطقَة كلِّهَايِمٌ خمس مُدُن، وسِتَّة أَسواق، وثلاثة عشرة بَلدَة، وأَربع بلدَات حُرَّة بمِساحة تُقَدَّر بحَوالَي 1066 كم².

## التّقسِيمات الإِدارِيّة
تضُمّ مِنطقَة كلِّهَايِمٌ خمس مُدُن، وسِتَّة أَسواق، وثلاثة عشرة بَلدَة وأَربع بلدَات فِي المَجَال الإِدَارِيِّ الحُرَّ بمِساحة تُقَدَّر بحَوالَي 1066 كم². وهي كالتَّالي:

### المُدن
| اِسم المدِينة                 | ٱلِٱسم بالأَلمانِيَّة            | عَدد السُكَّان | المِساحَة (كم²) |
| --------------------------- | --------------------------- | ---------- | ------------- |
| مدِينة أبينسبِيرغ             | Stadt Abensberg             | 13٬646     | 60            |
| مدِينة كيلهَايمّ               | Stadt Kelheim               | 16٬472     | 77            |
| مدِينة ماينبُورغٌ              | Stadt Mainburg              | 14٬926     | 62            |
| مدِينة نُويشَتَادت آن دِير دُونَآُو | Stadt Neustadt an der Donau | 13٬797     | 94            |
| مدِينة رِيدنبُورغٌ              | Stadt Riedenburg            | 5٬891      | 100           |

### الأَسوَاق
| اِسم السُّوق     | ٱلِٱسم بالأَلمانِيَّة           | عَدد السُكَّان | المِساحَة (كم²) |
| ------------- | -------------------------- | ---------- | ------------- |
| سُوق بَاد أَبَآَخْ  | Markt Bad Abbach           | 12٬241     | 55            |
| سُوق إِسِينغٌ     | Markt Essing               | 1٬021      | 17            |
| سُوق لَانغكُوَايد | Markt Langquaid            | 5٬628      | 57            |
| سُوق بإنتِن     | Markt Painten              | 2٬264      | 37            |
| سُوق غُوهر      | Markt Rohr in Niederbayern | 3٬359      | 54            |
| سُوق سِيغنَّ بُورغٌ | Markt Siegenburg           | 3٬732      | 27            |

### البلدَات
| اِسم البلدَة        | ٱلِٱسم بالأَلمانِيَّة               | عَدد السُكَّان | المِساحَة (كم²) |
| ----------------- | ------------------------------ | ---------- | ------------- |
| بَلْدَة آيْغلِسِبَآَخْ     | Gemeinde Aiglsbach             | 1٬750      | 40            |
| بَلْدَة أَتينهُوفِنٌّ     | Gemeinde Attenhofen            | 1٬350      | 31            |
| بَلْدَة بِيبُورغٌ       | (Gemeinde Biburg (Niederbayern | 1٬236      | 14            |
| بَلْدَة إِيلسندُورف    | Gemeinde Elsendorf             | 2٬174      | 32            |
| بَلْدَة هَآُوزِن        | (Gemeinde Hausen (Niederbayern | 2٬086      | 25            |
| بَلْدَة هيرنكِيرسدُورف | Gemeinde Herrngiersdorf        | 1٬231      | 25            |
| بَلْدَة إِيلَاشتَآيْن    | Gemeinde Ihrlerstein           | 4٬187      | 23            |
| بَلْدَة كِيرشدُورف     | (Gemeinde Kirchdorf (Hallertau | 942        | 17            |
| بَلْدَة سَال          | Gemeinde Saal an der Donau     | 5٬344      | 44            |
| بَلْدَة تُويغِنِّ        | Gemeinde Teugn                 | 1٬724      | 17            |
| بَلْدَة تغِينِّ         | (Gemeinde Train (Niederbayern  | 1٬847      | 10            |
| بَلْدَة ڤُولِكينشڤَاند  | Gemeinde Volkenschwand         | 1٬715      | 29            |
| بَلْدَة ڤِيلِدِينبِيرِغٌ   | Gemeinde Wildenberg            | 1٬387      | 18            |

### البلدَات الحُرَّة
| اِسم البلدَة          | ٱلِٱسم بالأَلمانِيَّة                | المِساحَة (كم²) |
| ------------------- | ------------------------------- | ------------- |
| بَلْدَة دُورنبُوخِر فُورِست | Gemeindefreies Dürnbucher Forst | 45            |
| بَلْدَة فرَاوٌنفُورِست     | Gemeindefreies Frauenforst      | 20            |
| بَلْدَة هَاكلِبِيرغٌ       | Gemeindefreies Hacklberg        | 1             |
| بَلْدَة هِينهَايمّر فُورِست | Gemeindefreies Hienheimer Forst | 23            |

## معرض الصور

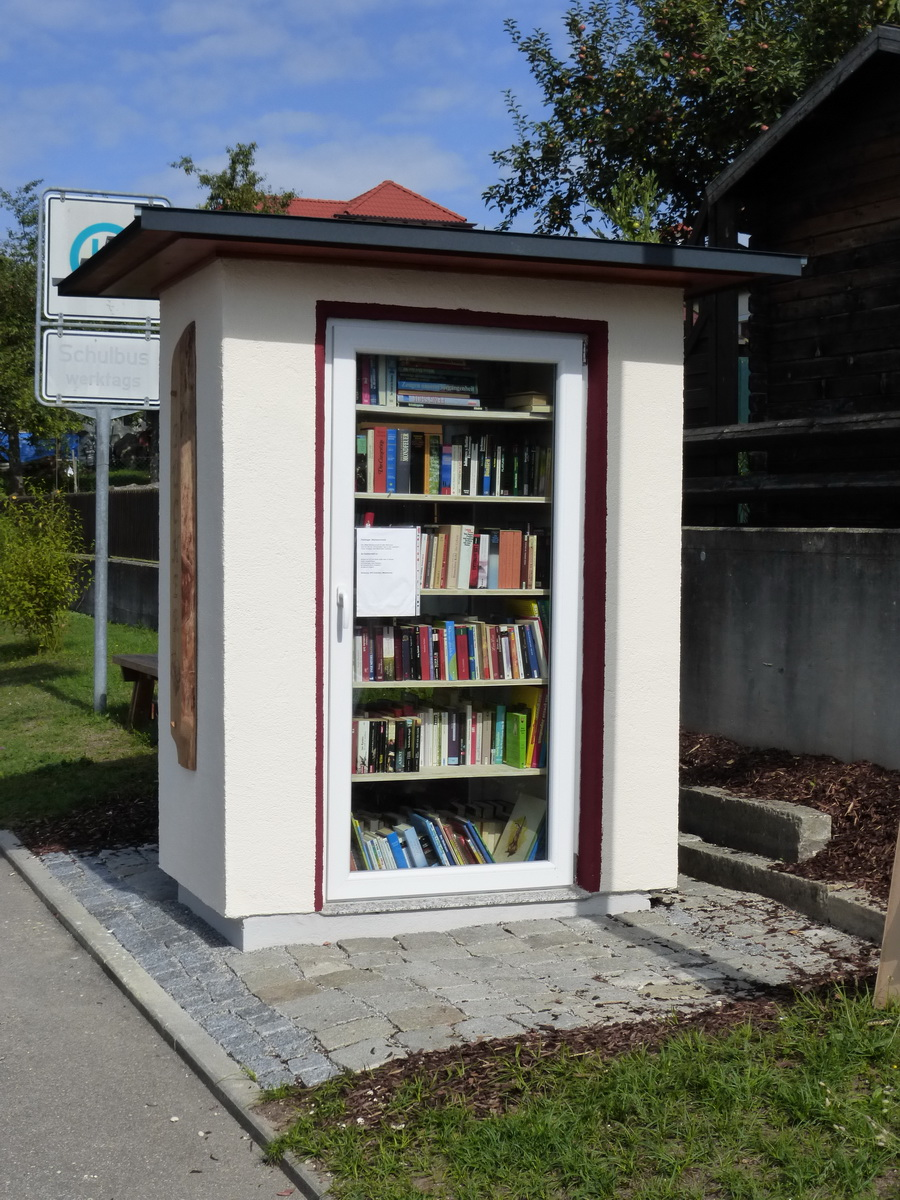
مكتبة حُرَّة صغِيرة غير رِبحِيَّة مِن بلدة سَال تقُف على ضِفاف نهرِ الدَّانُوب مُتِيحةٍ فُرصة تبادِلُ الكُتُب بين أَفراد المُجتمِع.
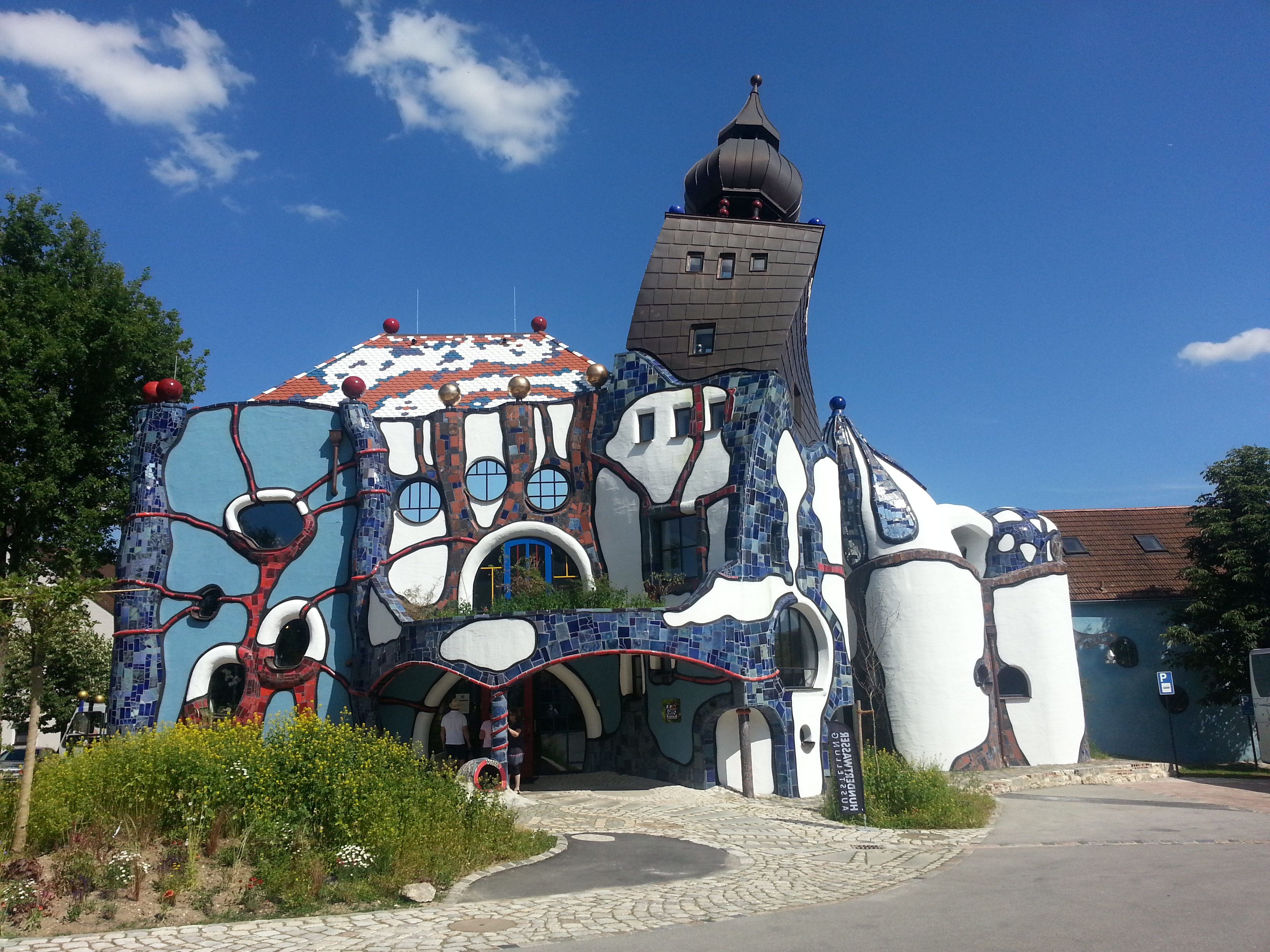
بيت الفُنُون فِي بَاد أَبَآخ.
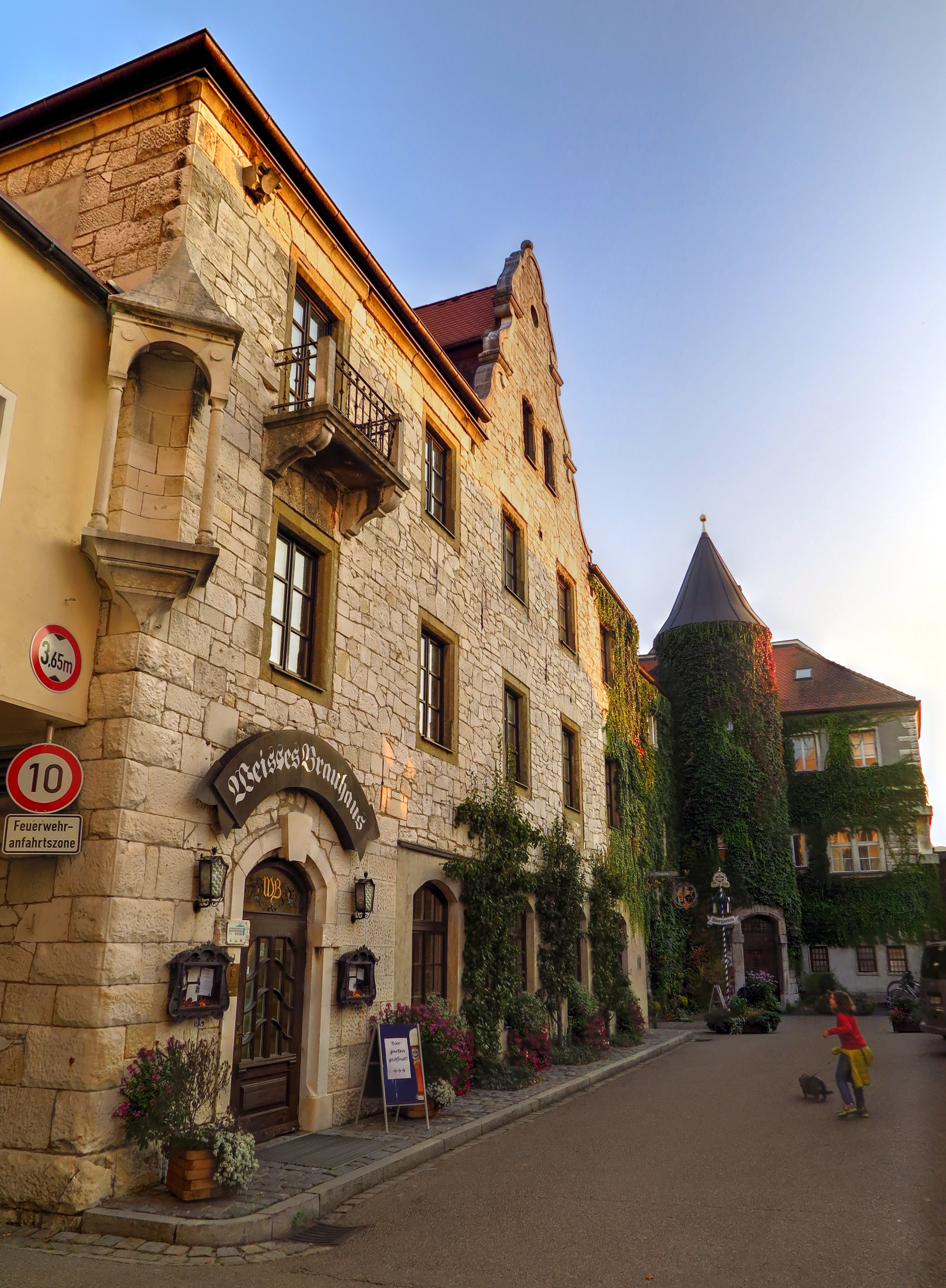
فَتاة تلهُو وسط مدِينة كيلهَايمّ.
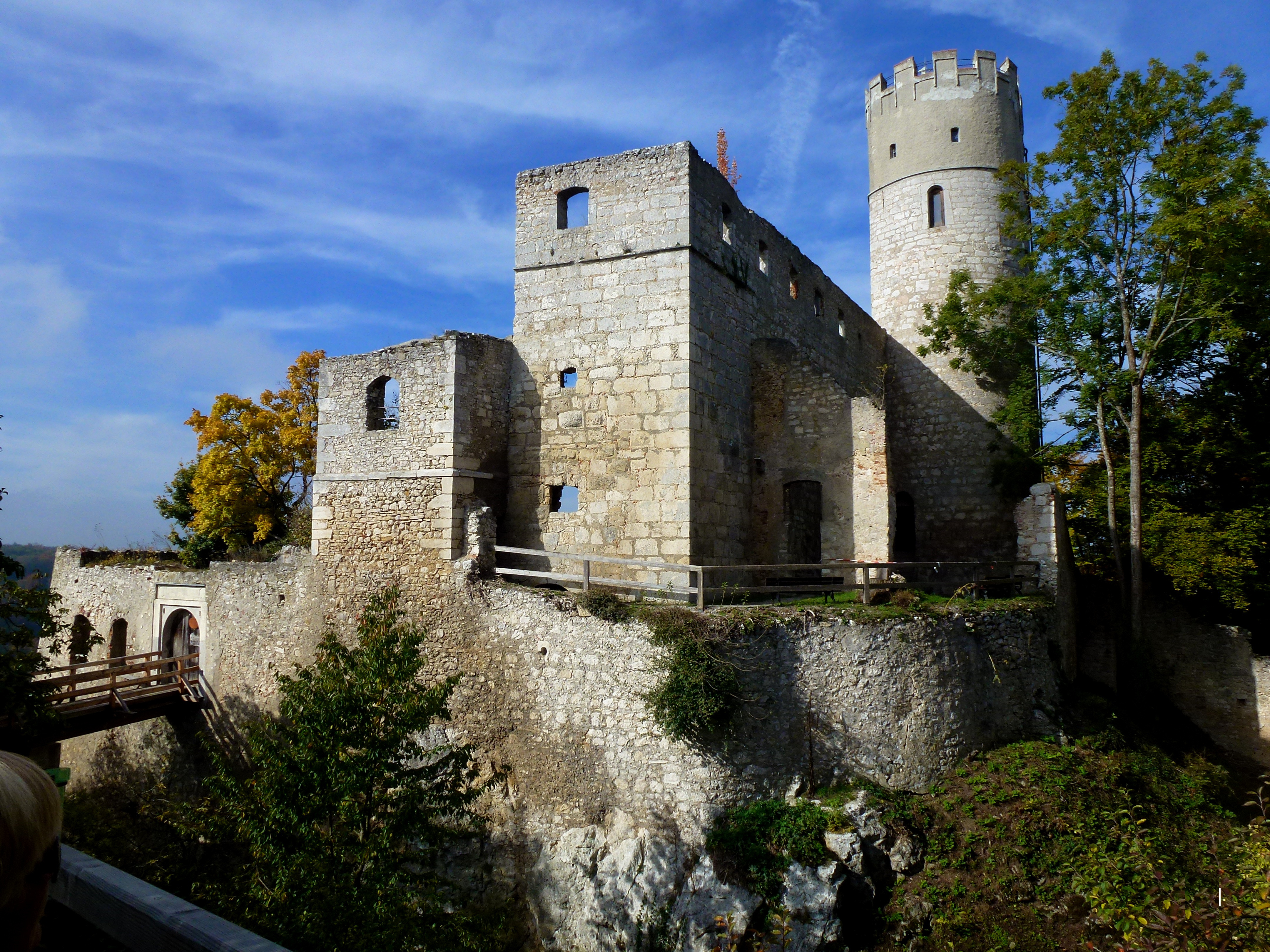
وعبر التَّارِيخ ومن خِلال الهندسَة المِعمارِيَّة الَّتِي هِي هُوِيَّة وطابِع مميَّز؛ يقِف حِصن غانديك كَشاهِدٍ على تارِيخٍ مهِيب.

## وصلات خارجية
- الصّفحة الرّسميّة لِمِنطَقَة كلِّهَايِمٌ (بالألمانية)